# Oligoryzomys
Oligoryzomys (Коліларго) — рід гризунів з родини Хом'якові (Cricetidae).

## Проживання
Ці гризуни є рідними для Центральної та Південної Америки, їх діапазон поширення простирається від Мексики до Вогненної Землі. Вони воліють ділянки з густим підліском і знаходяться в лісах і чагарникових заростях, але також у садах і на плантаціях.

## Поведінка
Тварини є нічними. Вони, як правило, залишаються на землі, але може піднятися також. Протягом дня знімуться в саморобних трави гнізд. Поза сезоном розмноження вони живуть поодинокі. Їх раціон складається з насіння, фруктів і комах. Ці гризуни проникають іноді на плантації або комори і вважаються шкідниками.

## Опис
Ці родичі Oryzomys схожі на них, але менші. Вони досягають довжини тіла 7-11 сантиметрів, хвіст, від 9 до 16 сантиметрів. Вага становить від 9 до 40 грамів. Їх хутро жовтувато-коричневе або коричневе на зверху, знизу світло-сіре. Морда загострена, і вуха овальні.